# Воја Недељковић
Војислав Воја Недељковић (Земун, 20. новембар 1963) српски је радио и ТВ водитељ. Више од 25 година ради на телевизији и радију.

## Биографија
Војислав Воја Недељковић је рођен и одрастао у Земуну где је завршио Земунску гимназију.
Каријеру је стекао као водитеља емисије 3К дур, а популаран је и на радију као аутор емисије „Војевање” на Радију С.
Он је познат по својој изреци Сматрам да је смех једна од најозбиљнијих ствари. Већ неколико сезона је домаћин популарног музичког такмичења Звезде Гранда.
Воја Недељковић је радио и на бројним телевизијама: Трећи канал, Политика, Студио Б, Пинк, Палма, Кошава, РТС, Фокс, Grand, Прва као и Уна и Нова.
Више од једне деценије је у браку са супругом Мајом са којом има сина Ђорђа.

## Вођене емисије
- Емисија 3К дур
- Аутор радио емисије „Војевање”
- Емисија „Поздрав из Београда”
- Музичка емисија „Фолкметар”
- Телевизијска емисија „Клуб 10”
- Квиз „Да ли сте паметнији од ђака петака”
- Квиз „Ланчана реакција”
- Квиз „Џокер”
- Емисија „Акуантура”
- Емисија „Урингу”
- Шоу-емисија „Звезде Гранда”[6]
- Емисија „Звезда Гранда Специјал”